# Sigmund Reinhard von Gemmingen

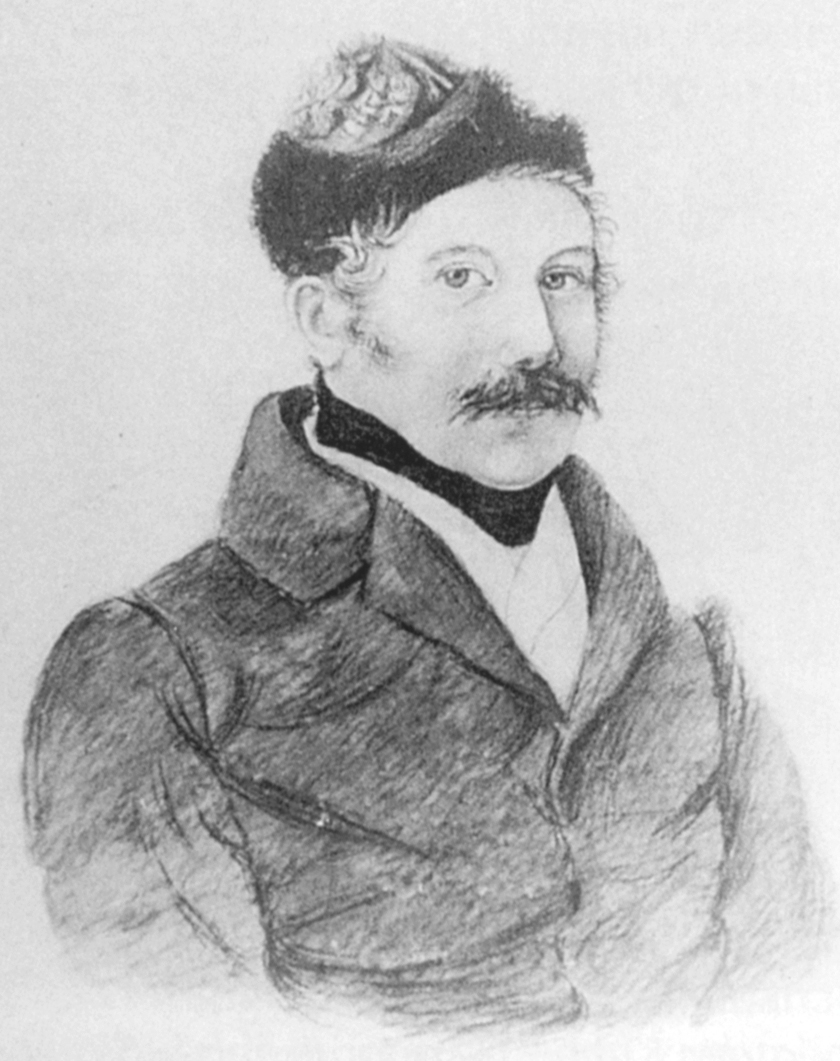
Sigmund Reinhard von Gemmingen

Sigmund Reinhard von Gemmingen (* 16. April 1819; † 1. April 1883) war Grundherr in Treschklingen. Er hat sich vor allem um den Anbau von Zuckerrüben im Kraichgau verdient gemacht.

## Leben
Er war ein Sohn des Sigmund Johann Nepomuk von Gemmingen (1777–1843) und der Charlotte von Gemmingen-Hornberg (1785–1842). Er besuchte das Lyceum in Mannheim, trat 1832 in die Ingenieur-Akademie in Wien ein, wurde 1838 Leutnant beim Ingenieurkorps und kämpfte in Venedig und Zara. 1841 wurde er zum Oberleutnant befördert und wirkte an der Planung von Militärbauten in Effeg, Brünn und Triest mit 1844 schied er aus dem Militärdienst aus.
Der Besitz des 1843 verstorbenen Vaters wurde unter den vier Brüdern Franz Karl (1806–1867), Gustav (1813–1894), Sigmund Reinhard (1819–1883) und Adolph (1822–1902) aufgeteilt. Franz Karl erhielt Rappenau, Gustav erhielt Bürg, Sigmund Reinhard erhielt Treschklingen sowie Ittlingen und Adolph erhielt Fränkisch-Crumbach. Gustav und Adolph begründeten jeweils eigene Äste der Familie von Gemmingen. Franz Karl und Sigmund Reinhard blieben hingegen ohne männliche Nachkommen.
Sigmund Reinhard von Gemmingen zog 1844 ins Schloss Treschklingen. Ausgehend vom dortigen Schlossgut förderte er ab 1851 den Anbau von Zuckerrüben und verhandelte mit der Zuckerfabrik in Waghäusel sowie den Grundherren und Bauern der umliegenden Orte über die Lieferung von jährlich 100.000 Zentner Zuckerrüben, was die Zuckerfabrik bewegen sollte, ein Trockenhaus in der Umgebung von Rappenau zu errichten. Sigmund Reinhard von Gemmingens Einsatz für den Zuckerrübenbau hat diesen im Kraichgau immens befördert. Die Zuckerfabrik errichtete zehn bis in die 1870er Jahre genutzte Trockenhäuser an anderen Orten, nicht aber bei Rappenau. Erst nach seinem Tod kam es doch noch zu einer Kooperation, als die Zuckerfabrik (später die Südzucker) wenige Jahre nach Sigmund Reinhards Tod sein Schlossgut in Treschklingen gepachtet hat.
Zu seinem 60. Geburtstag im Jahr 1879 trug ihm der Treschklinger Gesangverein Frauenlob ein Ständchen vor, für das sich Sigmund von Gemmingen mit einer großzügigen Spende zur Anschaffung einer Vereinsfahne revanchierte. Seit der 1880 erfolgten Weihe dieser Fahne ist das Wappen der Freiherren von Gemmingen auch das Emblem des bis heute bestehenden Vereins.
Sigmund Reinhard von Gemmingen starb 1883 ohne männliche Nachkommen, so dass sein Besitz an seinen in Fränkisch-Crumbach begüterten Bruder Adolph von Gemmingen fiel. Er wurde in der Gruftkapelle der Freiherren von Gemmingen beigesetzt, für die er 1869 das Altarbild erworben hatte.

## Familie
Er heiratete 1844 Emilie Freiin von Handel (1815–1869). Der Ehe entstammten drei Töchter:
- Luise (* 1846)
- Karoline (1848–1855)
- Gabriele (* 1852) ⚭ Emmerich Raitz von Frentz